# Irving (Texas)
Irving es una ciudad ubicada en el condado de Dallas en el estado estadounidense de Texas. En el Censo de 2010 tenía una población de 216.290 habitantes y una densidad poblacional de 1.227,75 personas por km². Irving está en el área metropolitana de Dallas–Plano–Irving de la aún más grande Dallas–Fort Worth–Arlington, como fue designado por la Oficina del Censo pero más bien conocida como el Dallas/Fort Worth Metroplex. Actualmente la ciudad cuenta con un equipo de fútbol americano: los Dallas Cowboys

## Geografía
Irving se encuentra ubicada en las coordenadas 32°51′28″N 96°58′12″O / 32.85778, -96.97000. Según la Oficina del Censo de los Estados Unidos, Irving tiene una superficie total de 176.17 km², de la cual 173.57 km² corresponden a tierra firme y (1.47%) 2.6 km² es agua.

## Demografía
Según el censo de 2010, había 216.290 personas residiendo en Irving. La densidad de población era de 1.227,75 hab./km². De los 216.290 habitantes, Irving estaba compuesto por el 53.07% blancos, el 12.26% eran afroamericanos, el 0.87% eran amerindios, el 14.04% eran asiáticos, el 0.12% eran isleños del Pacífico, el 16.16% eran de otras razas y el 3.49% pertenecían a dos o más razas. Del total de la población el 41.13% eran hispanos o latinos de cualquier raza.

## Educación
El Distrito Escolar Independiente de Irving y el Distrito Escolar Independiente de Carrollton-Farmers Branch gestionan escuelas públicas.
Los Colegios Comunitarios del Condado de Dallas gestiona colegios comunitarios.

## Ciudades hermanas
- León, México
- , Finlandia
- Darkhan, Darkhan-Uul, Mongolia
- Merton, Greater London, Reino Unido
- Ile de France, Francia
- Lazio, Italia